# 林森北路
林森北路是台灣臺北市主要南北向道路之一，位於中山區、中正區。屬雙向道路，每向一至三線道不等，不分段，北為憲兵指揮部／美術公園，南接林森南路。
林森北路初始僅自市民大道至南京東路，往北為三橋町，即今林森公園及康樂公園一帶，曾是日本人的殯葬區，第三任台灣總督乃木希典之母及第七任台灣總督明石元二郎墓園即在此處。

## 歷史沿革

### 日治時期

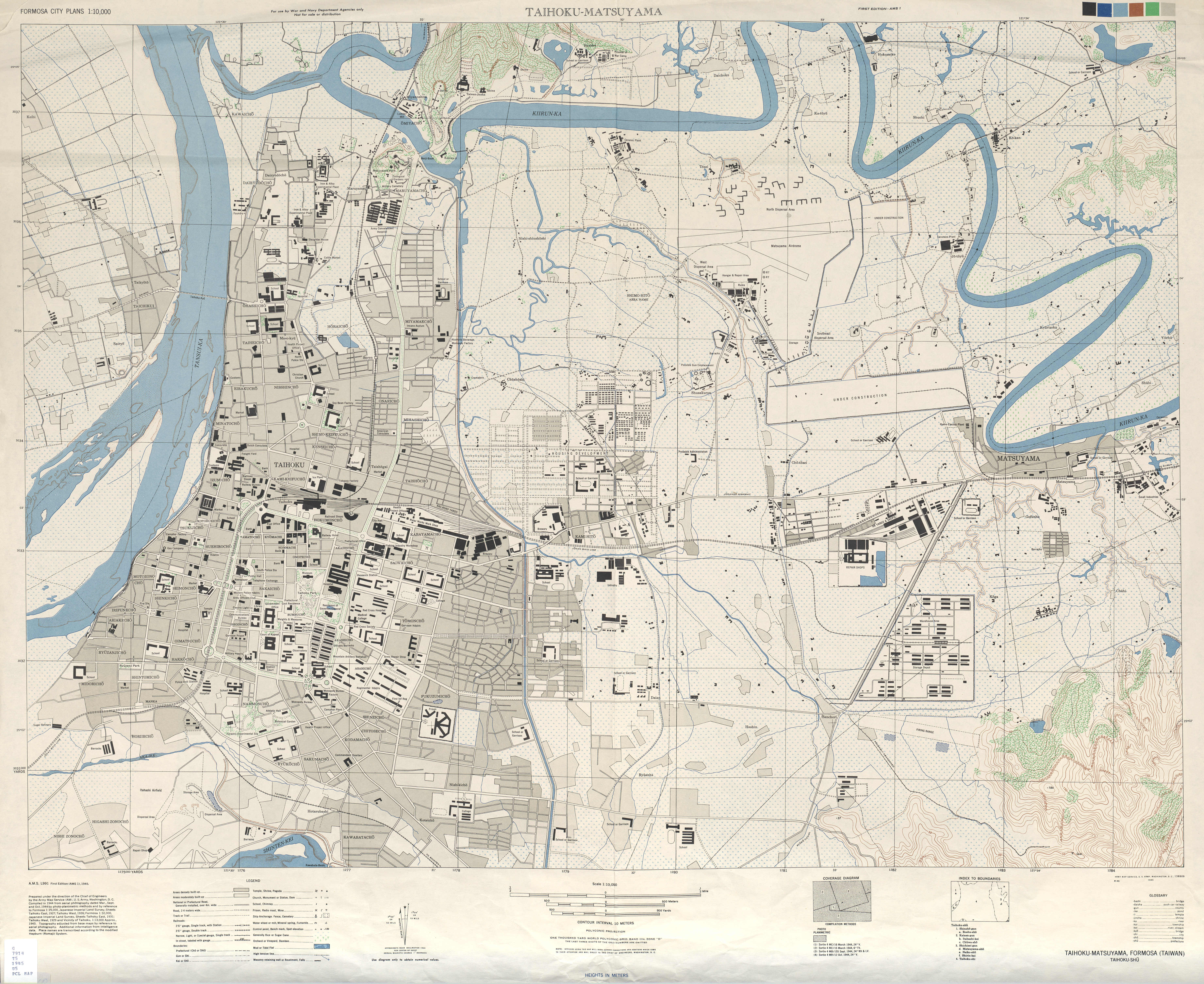
1945年的臺北地圖

日治時期開闢為大正町內的道路。在日治時期，此區域已劃為十四、十五號公園預定地，但是未拓延並鋪設柏油路面以前，除共同墓地之外，還有台北市第一家民營的極樂殯儀館、火葬場營業。

### 太平洋戰爭後
太平洋戰爭後，分屬於長安東路33巷、中山北路二段1巷、五常街33巷。
大批戰後隨中華民國國軍來台的外省人軍民暫居墓園，拆除墓碑搭建簡陋眷舍，一度為台北市最貧窮之地。
1960年底，升格為街，以吉林省九台縣命名為九台街。
1965年臺北市第一殯儀館於民權東路啟用，極樂殯儀館生意一落千丈，終至歇業，部分土地闢建林森公園。當地陋屋有增無減，因租金便宜，許多來都會打拼的中南部農民及原住民就在此違建區容身，人數之多，幾成一里（康樂里）。
1967年，打通至北平東路。
1968年，適逢前國民政府主席林森百歲誕辰，於是改稱林森北路，沿用至今。

## 沿線設施
（由南至北）
- 中正區
  - 內政部警政署(正門位於忠孝東路一段7號)
  - 蒲添生雕塑紀念館(9巷16號)
  - 台灣中油林森北路站(11號)
  - 希望廣場農民市集(與北平東路交叉口)
  - 中央藝文公園
  - URS27-華山大草原(27號)
  - 華山車站(27號)
- 中山區
  - 台北市公共自行車租賃系統市民林森路口站(與市民大道交叉口)
  - 台灣中國旅行社(54號)
  - 中山基督長老教會(62號)(直轄市定古蹟)
  - 條通商圈(俗稱九條通)(位於本路段的有67巷、85巷、107巷、119巷、133巷、138巷、145巷)
  - 天閣酒店長安館(80號)
  - 老爺會館台北林森(83號)
  - 台北亞士都飯店(98號)
  - 林森公園(林森北路與南京東路東公園)
    - 台北市公共自行車租賃系統林森公園站(與南京東路交叉口)
    - 林森公園地下停車場(B1)

  - 康樂公園(林森北路與南京東路西公園)
  - 欣欣百貨(247號)
    - 欣欣秀泰影城(欣欣百貨3F~5F)

  - 台北市公共自行車租賃系統林森長春路口站(與長春路交叉口)
  - 錢櫃台北林森店(312號)(因台北錢櫃大火勒令停業)
  - 華泰王子大飯店(369號)
  - 臺北市立新興國民中學(511號)
  - 臺北市中山區中山國民小學(正門位於民權東路一段69號)
  - 臺北市立聯合醫院林森中醫昆明院區林森分部(530號)
  - 中華郵政臺北圓山郵局(573號)
  - 臺灣銀行圓山分行 (577號)
  - 台北華國大飯店(600號)
  - 彰化商業銀行晴光分行(609號)
  - 台北市景福宮(正門位於德惠街11號)
  - 旅心國際旅行社(630號2樓)
  - 歐華酒店(646號)
  - 國防部憲兵指揮部(正門位於民族東路17號)

## 參看
- 臺北市主要道路列表